# Richard Bergmann (Tischtennisspieler)

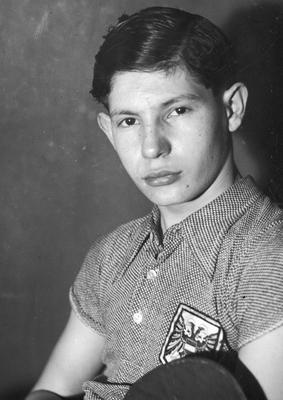
Richard Bergmann

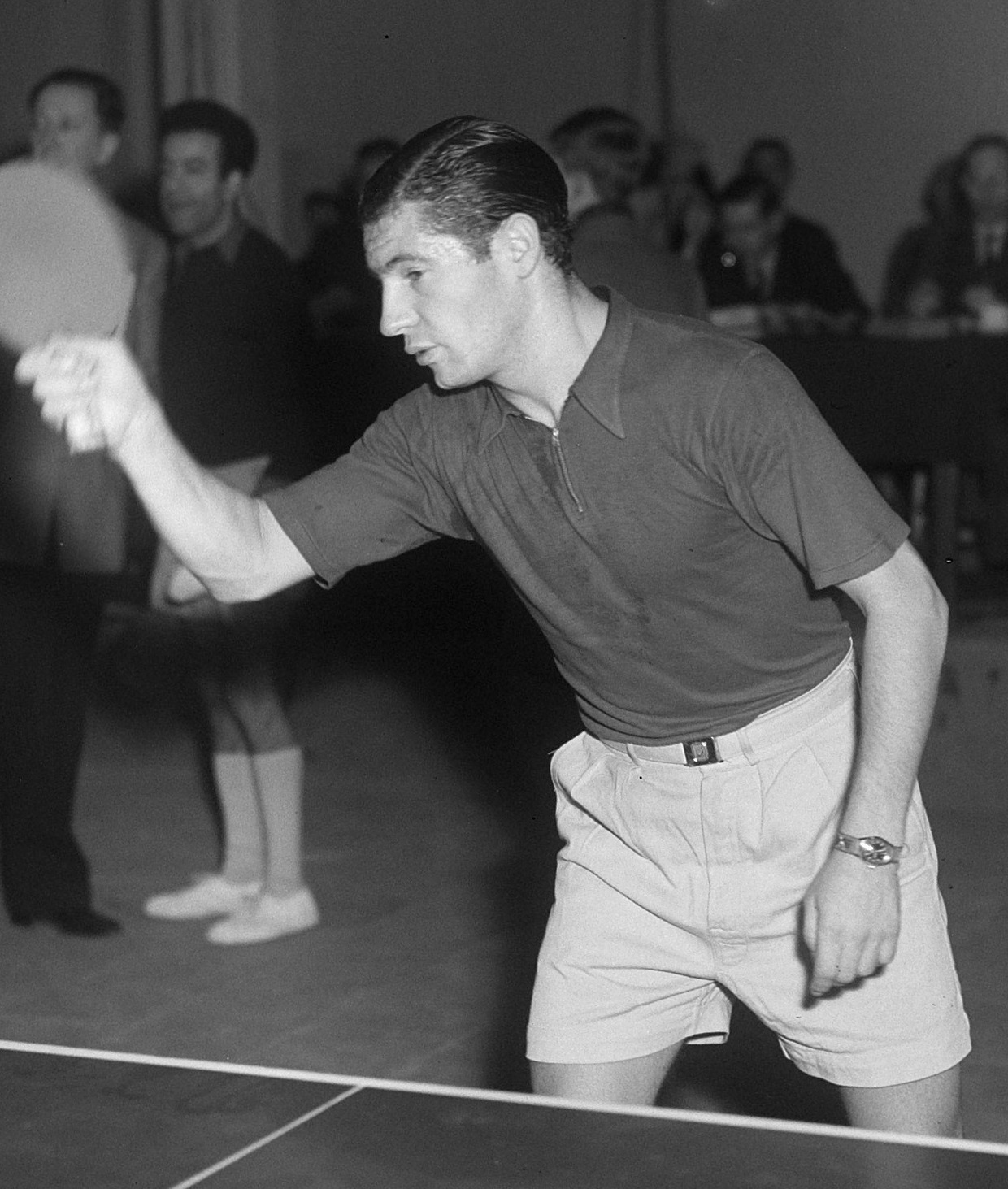
Richard Bergmann, 1950

Richard Bergmann (* 10. April 1919 in Wien, Österreich-Ungarn; † 5. April 1970 in London Borough of Wandsworth, Vereinigtes Königreich) war ein Tischtennisspieler. (Manche Quellen geben als Geburtsjahr 1918 oder auch 1920 an, andere Quellen besagen, er sei 1969 gestorben.) Er wurde viermal Einzelweltmeister, einmal als Österreicher und dreimal als Engländer.

## Werdegang
Bergmann wurde in Wien als Sohn polnischer und italienischer Eltern, beide Juden, geboren; er hatte vier Schwestern und einen Bruder. 1937 wurde er erstmals Weltmeister. Mit seinen 17 Jahren und 303 Tagen ist er bis heute (Juni 2023) der jüngste Tischtennisweltmeister. Ein Jahr vorher hatte er bereits mit dem österreichischen Team die Mannschafts-Weltmeisterschaft gewonnen.
Als die Deutschen 1938 Österreich eingliederten, wanderte er – als gebürtiger Jude – nach England aus. Bereits bei der Weltmeisterschaft 1939 startete er als Engländer; er wurde erneut Weltmeister im Einzel und im Doppel. 1946 nahm er die englische Staatsbürgerschaft an.
Während des Zweiten Weltkrieges arbeitete er für die Royal Air Force, insbesondere als Übersetzer bei Verhören von Gefangenen. Dazu nutzte er seine Sprachkenntnisse in Deutsch, Italienisch, Holländisch, Französisch und Polnisch.
Nach dem Krieg wurde er 1948 und 1950 nochmals Weltmeister. 1951 konnte er seinen Titel nicht verteidigen, weil ihn der englische Tischtennisverband ETTA ab 30. Juni 1950 wegen nicht genehmigter Wettkämpfe in Südafrika sperrte. Bei der WM 1954 gewann er im Mannschaftskampf gegen alle drei Japaner. Seine 1948 geschlossene Ehe mit Eileen (oder Ellen) O’Flynn wurde zwei Jahre später wieder geschieden.
1950 veröffentlichte er das Buch Twenty-one Up (Sporting Handbooks, London).
Mitte der 1950er Jahre begann Bergmann, sein Geld mit Tischtennisspielen zu verdienen, indem er zunächst mit Johnny Leach weltweit Schaukämpfe veranstaltete und danach mit dem amerikanischen Basketball-Team Harlem Globetrotters auf Tournee ging, zeitweise begleitet vom Amerikaner Robert Gusikoff. Er war damit der erste Profi im Tischtennis. Wegen dieser Schaukämpfe wurde er Anfang der 1960er Jahre in England erneut gesperrt. Daher schloss er sich 1963 dem amerikanischen Tischtennisverband an.
Richard Bergmann starb am 5. April 1970 kurz vor seinem 51. Geburtstag an des Folgen eines Gehirntumors.

## Ehrungen
Bergmann galt als hervorragender Abwehrspieler mit ausgezeichnetem Stellungsspiel und großem Selbstbewusstsein. Man nannte ihn gelegentlich Richard Löwenherz. Nach ihm wurde 1970 der „The Richard Bergmann Fair Play Award“ benannt, ein Preis, den der SCI (Swaythling Club International) für besonders faires Verhalten eines Spielers verleiht.
1982 wurde Bergmann aufgenommen in die International Jewish Sports Hall of Fame.

## Erfolge
- Weltmeisterschaften
  - 1936 in Prag: 3. Platz Einzel, 1. Platz mit Team Österreich,
  - 1937 in Baden: Weltmeister im Einzel, 2. Platz Doppel mit Helmut Goebel, 4. Platz mit Team Österreich
  - 1938 in London: 2. Platz Einzel, 2. Platz mit Team Österreich
  - 1939 in Kairo: Weltmeister im Einzel, 1. Platz Doppel mit Victor Barna
  - 1948 in London: Weltmeister im Einzel, 3. Platz Doppel mit Victor Barna, 3. Platz Mixed mit Angelica Adelstein-Rozeanu (ROM)
  - 1949 in Stockholm: 3. Platz Doppel mit Tage Flisberg (SWE), 3. Platz mit Team England
  - 1950 in Budapest: Weltmeister im Einzel, 3. Platz mit Team England
  - 1952 in Bombay: 2. Platz Doppel mit Johnny Leach, 2. Platz mit Team England
  - 1953 in Bukarest: 2. Platz Doppel mit Johnny Leach, 1. Platz mit Team England
  - 1954 in London: 3. Platz Einzel, 3. Platz mit Team England
  - 1955 in Utrecht: 3. Platz mit Team England

- Offene englische Meisterschaften
  - 1939: 1. Platz Einzel
  - 1940: 1. Platz Einzel, 1. Platz Doppel (mit Alfred Liebster)
  - 1948: 1. Platz Einzel, 1. Platz Doppel (mit Tage Flisberg)
  - 1950: 1. Platz Einzel, 1. Platz Doppel (mit Victor Barna)
  - 1952: 1. Platz Einzel
  - 1953: 1. Platz Doppel (mit Johnny Leach)
  - 1954: 1. Platz Einzel

## Turnierergebnisse
| Verband | Veranstaltung     | Jahr | Ort       | Land | Einzel        | Doppel        | Mixed         | Team |
| ------- | ----------------- | ---- | --------- | ---- | ------------- | ------------- | ------------- | ---- |
| ENG     | Weltmeisterschaft | 1957 | Stockholm | SWE  | letzte 128    | letzte 16     | keine Teiln.  | 11   |
| ENG     | Weltmeisterschaft | 1956 | Tokio     | JPN  | Viertelfinale | Viertelfinale | keine Teiln.  | 5    |
| ENG     | Weltmeisterschaft | 1955 | Utrecht   | NED  | Viertelfinale | Viertelfinale | letzte 64     | 3    |
| ENG     | Weltmeisterschaft | 1954 | Wembley   | ENG  | Halbfinale    | letzte 16     | keine Teiln.  | 3    |
| ENG     | Weltmeisterschaft | 1953 | Bukarest  | ROU  | letzte 16     | Silber        | Scratched     | 1    |
| ENG     | Weltmeisterschaft | 1952 | Bombay    | IND  | letzte 32     | Silber        | Viertelfinale | 2    |
| ENG     | Weltmeisterschaft | 1950 | Budapest  | HUN  | Gold          | Viertelfinale | Viertelfinale | 3    |
| ENG     | Weltmeisterschaft | 1949 | Stockholm | SWE  | letzte 16     | Halbfinale    | keine Teiln.  | 3    |
| ENG     | Weltmeisterschaft | 1948 | Wembley   | ENG  | Gold          | Halbfinale    | Halbfinale    | 5    |
| ENG     | Weltmeisterschaft | 1939 | Kairo     | EGY  | Gold          | Gold          | Viertelfinale |      |
| AUT     | Weltmeisterschaft | 1938 | Wembley   | ENG  | Silber        | letzte 32     | keine Teiln.  | 2    |
| AUT     | Weltmeisterschaft | 1937 | Baden     | AUT  | Gold          | Silber        | letzte 32     | 4    |
| AUT     | Weltmeisterschaft | 1936 | Prag      | TCH  | Halbfinale    | letzte 32     | keine Teiln.  | 1    |